# 스기이 하야테
스기이 하야테(일본어: 杉井 颯, 2000년 5월 17일~)는 일본의 축구 선수이다.

## 구단 경력
그는 2019년 J2리그의 가시와 레이솔에 입단했다. 2020년 츠바이겐 가나자와로 이적했다. 2021년 J3리그의 가이나레 돗토리로 이적했다. 2022년 AC 나가노 파르세이루로 이적했다. 2024년까지 99경기에 출전하여, 3득점을 넣었다. 2025년 가고시마 유나이티드 FC로 이적했다.